# Karjajuht
Karjajuht är det sjätte studioalbumet av det estniska folk metal-bandet Metsatöll. Det gavs ut 7 mars 2014 på Spinefarm. Innan utgivningen, i november 2013 släpptes en första singel från den kommande skivan, "Lööme mestie" ("Together"). Därefter har ytterligare två singlar getts ut, "Tõrrede kõhtudes" ("In the Bellies of Barrels") och "Külmking". Bandet gjorde även en musikvideo till "Külmking". Karjajuht blev det sista studioalbumet med trummisen Marko Atso som lämnade bandet i december 2017.
Vokalisten i finska Korpiklaani, Jonne Järvelä, bidrar med sång på spår två, "Lööme mestie", och på spår nio, "Surmamüür" ("Wall of Death"), gästar jazzsångerskan Kadri Voorand från Haljala, Estland. Producent för albumet var Samu Ruotsalainen, för inspelning samt mixningen stod Keijo Koppel och Minerva Pappi mastrade albumet. Albumet släpptes förutom i originalutgåva även i en begränsad upplaga på röd vinyl och i en digipack-utgåva.
Vid 2015 års Eesti Muusikaauhinnad-gala (Estonian Music Awards) tilldelades albumet och bandet utmärkelsen som Årets Metallalbum. Detta var sjätte gången Metsatöll fått denna utmärkelse.

## Musiker

### Bandmedlemmar
- Markus "Rabapagan" Teeäär – sång, rytmgitarr
- Lauri "Varulven" Õunapuu – gitarr, sång, flöjt, cittra, mungiga och andra folkmusikinstrument
- Raivo "KuriRaivo" Piirsalu – bas, bakgrundssång
- Marko Atso – trummor, percussion, bakgrundssång

### Gästmusiker
- Jonne Järvelä (Korpiklaani) - sång på spår 2
- Kadri Voorand - sång på spår 9

### Övrig medverkan
- Kristjan "Luix" Luiga - design
- Minerva Pappi - mastring
- Kristjan Lepp - fotografi
- Samu Ruotsalainen - producent
- Keijo Koppel - inspelning, mixning
- Jüri Arrak - omslagsbild

## Låtlista
Estniska låttitlar
1. Külmking - 03:31
2. Lööme mesti - 03:52
3. See on see maa - 03:59
4. Must hunt - 02:46
5. Terasest taotud maa - 03:36
6. Öö - 02:48
7. Tõrrede kõhtudes- 03:29
8. Metsalase veri - 04:25
9. Surmamüür - 04:19
10. Mullast - 03:20
11. Karjajuht - 03:58
12. Talisman - 04:37

Översättning av titlarna till engelska, av Silver Rattasepp
1. Külmking
2. Together
3. This is the Land
4. Black Wolf
5. Steelforged Path
6. Night
7. In the Bellies of Barrels
8. Savage Blood
9. Wall of Death
10. From Dust
11. Pack Leader
12. Talisman